# César Arrondo

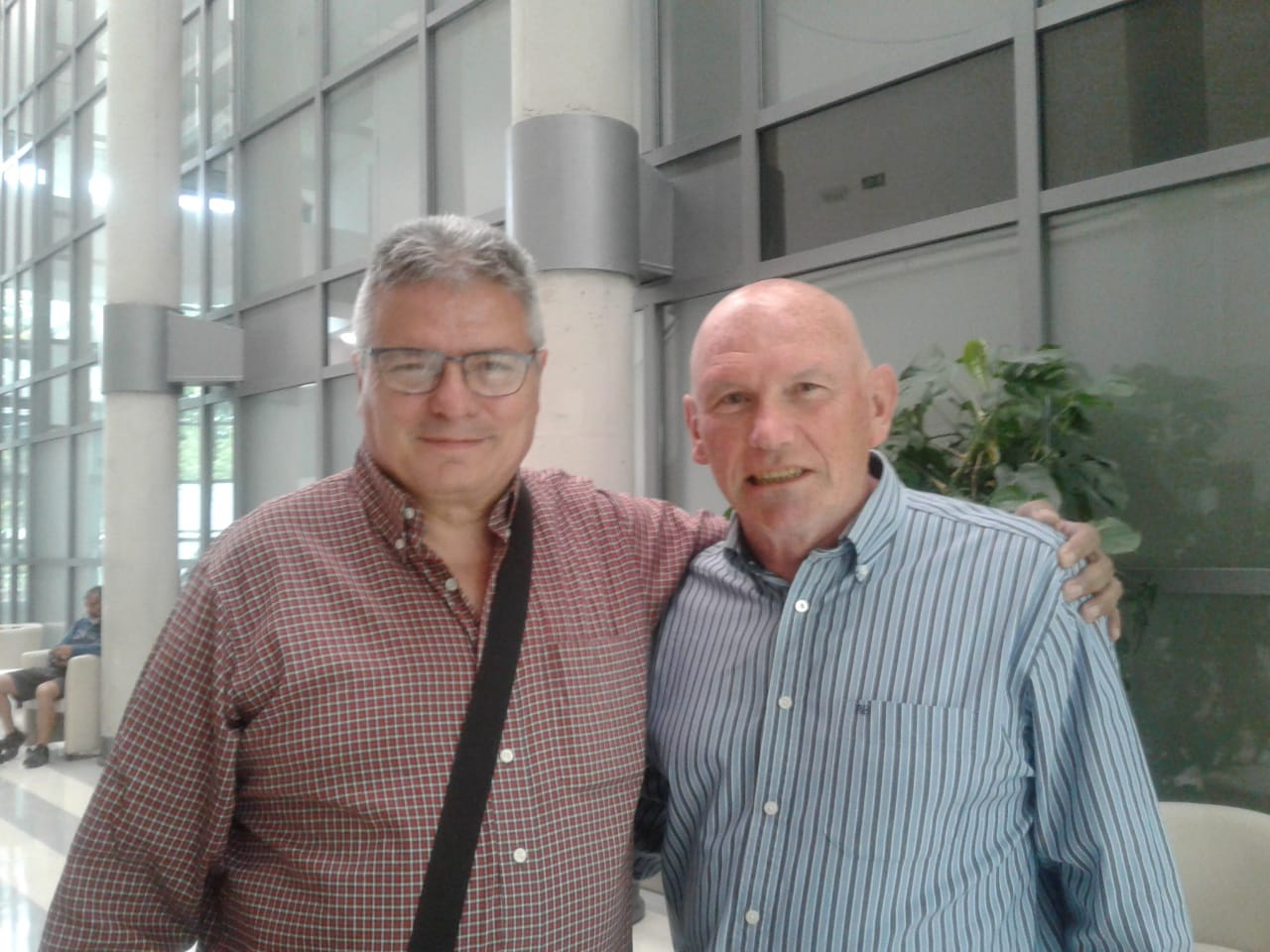
César Arrondo con el ex-lehendakari Juan José Ibarretxe en 2019.

Cesar Aníbal Arrondo (Laprida, Argentina, 15 de julio de 1955), profesor de historia, escritor, investigador, profesor adjunto de Historia Argentina Contemporánea en la Facultad de Periodismo de la Universidad de la Plata (Argentina), conferenciante, descendiente de vascos procedentes de la población guipuzcoana de Gabiria, es un activo divulgador de la cultura del País Vasco. Asimismo, está especializado en historia contemporánea argentina, habiendo estudiado sobre todo el Radicalismo y el Peronismo. En 2023  la municipalidad de La Plata designó al profesor Arrondo como Personalidad Destacada de la Municipalidad.

## Entidades de las que forma parte
- Es militante de la sección argentina del partido vasco Eusko Alkartasuna (Solidaridad Vasca).[3]
- Miembro del Observatorio de Naciones Sin Estado (ONSE) de la Facultad de Ciencias Jurídicas y Sociales de la UNLP, director del Departamento del País Vasco.[4]
- Foro Nacional de Historiadores de la Unión Cívica Radical.[5]
- Sociedad Científica Argentina.
- Centro de Investigaciones Históricas Ricardo Levene, UNLP
- Centro de Estudios de la Cultura y el Nacionalismo Vasco Arturo Campión.[6][7]
- Instituto Nacional Yrigoyeniano, Miembro de Número
- Centro de Historia de las Relaciones Internacionales, Instituto de Relaciones Internacionales, Facultad de Derecho y Ciencias Jurídicas, Universidad Nacional de La Plata (UNLP).
- Asociación Hamaika Bide, Asociación para el Estudio de Exilios Vascos.[8]

## Obra

### Libros
- Balbín entre Rejas. La Prisión de Ricardo Balbín en 1950. Mar del Plata: UNLP, Colección Sociales, 109 p. 2002. ISBN 950-34-0230-1. Segunda edición: 2004. ISBN 950-34-0288-3
- Peronismo y Crisis Económica. Academia Española, LAP LAMBERT Academic Publishing Gmbh & Daarbrüken Germany, 2012. ISBN 978-3-8484-5538-6.
- Centro Vasco de Chascomús, Primera Época (1952-1960). Buenos Aires. 2012.
- Anselmo Marini. Un gobierno republicano en tiempos de autoritarismo.Instituto Cultural de la Provincia de Buenos Aires. La Plata, 2013. IBN 978-987-28373-4-1
- Los vascos de Gándara. Cooperativa de Trabajo “Tricao”. Editorial Lauburu. CABA, 2014. ISBN 978-978-33-6182-1[9]
- Vascos en Laprida. Cooperativa de Trabajo “Tricao”. Editorial Lauburu. CABA, 2014. ISBN 978-987-33-6358-0[10]
- Hojas para la formación. Cooperativa de Trabajo “Tricao”. Lauburu argitaletxea. CABA, 2015. 978-987-33-9272-6.

### Artículos
- "El perfil masónico de Sarmiento", en revista Milenio Nº24, 25 y 26, Mar del Plata, 1999.
- "El Perfil Masónico de Sarmiento", Anuario del Instituto de Historia Argentina Ricardo Levene de la Facultad de Humanidades y Ciencias de la Educación N.º 2, Editorial UNLP, agosto de 2001, ISBN 987-98902-0-5.
- "4 de febrero de 1905: los radicales y la gesta revolucionaria". Anuario del Instituto de Historia Argentina Ricardo Levene de la Facultad de Humanidades y Ciencias de la Educación de la UNLP, N° 3, talleres Gama Avellaneda, junio de 2003.- ISBN 987-1125-10-0.

- Datos: Q19810643